# Yvonne Chevalier
Yvonne Chevalier, née Yvonne Gaulard à Paris le 18 janvier 1899 et morte dans la même ville le 22 juin 1982, est une artiste peintre et photographe française.

## Biographie
Yvonne Chevalier étudie la peinture et le dessin. Elle se consacre à la photographie à partir de 1929 et réalise des portraits de personnalités, dont ceux de Paul Claudel et Arthur Honegger. Elle pratique la photographie de nu, d'architecture, de paysage, de nature morte et de reportage.
En 1930, elle devient la photographe attitrée de Georges Rouault. En 1936, elle est membre du groupe Le Rectangle, et dix ans plus tard, elle fait partie des cofondateurs du Groupe des XV.
Elle est également l'amie de l'écrivaine Colette, l'éditrice et poétesse Adrienne Monnier et la peintre et graveuse autrichienne Mariette Lydis.

## Œuvres dans les collections publiques
- Paris, musée national d'art moderne :
  - 100 km à l'heure, 1930, tirage argentique ;
  - Deux personnes dans un pré, 1930, tirage argentique ;
  - Corde d'amarrage, 1930, tirage argentique ;
  - Bitte d'amarrage, 1930, tirage argentique ;
  - Colette, 1932, tirage argentique ;
  - Portrait photographique d'Albert Roussel en 1934;
  - Abbaye de Saint-Wandrille, vers 1935, tirage argentique ;
  - Dolores del Río, vers 1935, tirage argentique ;
  - Charles Munch, vers 1935, tirage argentique ;
  - Henri Michaux, 1936, neuf portraits, tirages argentiques;
  - Antoine de Saint-Exupéry, vers 1938, tirage argentique ;
  - Adrienne Monnier, entre 1929 et 1982, sept photographies, tirages argentiques ;
  - Georges Rouault, 1943-1945, ensemble de photographies biographiques, tirages argentiques ;
  - Henri Laurens, juillet 1947, reportage dans son atelier, six tirages argentiques dont trois portraits ;
  - Alfred Manessier, 1948, reportage dans son atelier de vitraux, 12 photographies, tirages argentiques ;
  - Alberto Magnelli, 1949, vues de l'artiste dans son atelier villa Seurat à Paris, 12 photographies, tirages argentiques ;
  - Henri Laurens, 1951, reportage effectué à l'occasion du vernissage d'une exposition, lieu non précisé. Vues d'un dîner avec Fernand Léger, Alexander Calder et Georges Braque, neuf tirages argentiques.

## Expositions
- 1998 : Femmes photographes de la nouvelle vision en France (1920-1940), Paris, hôtel de Sully.